# Рід Насу
Рі́д На́су (яп. 那須氏, なすし, МФА: [nasu̥ ɕi]) — самурайський рід в Японії 11 — 19 століття. Походив з північної гілки аристократичного роду Фудзівара. Володів повітом Насу в провінції Сімоцуке. В період Едо контролював уділи Насу-хан та Карасуяма-хан. Відомий в японському епосі завдяки майстру стрільби з лука Насу но Йоїті.